# AMPL (язык программирования)
AMPL (аббревиатура от англ. A Mathematical Programming Language - язык математического программирования) — высокоуровневый язык алгебраического моделирования и представления крупномасштабных задач высокой сложности. AMPL разработан Робертом Фурером (Robert Fourer), Дэвидом Гэем(David Gay) и Брайаном Керниганом Brian Kernighan в Bell Laboratories в  1985 году для описания и решения сложных задач оптимизации и теории расписаний. Авторы AMPL в 1993 году были награждены премией Американского общества исследования операций (англ. Operations Research Society of America).
AMPL не решает задачи непосредственно, а вызывает соответствующие внешние «решатели» как с открытым исходным кодом, так и коммерческого использования (CBC, CPLEX, FortMP, MINOS, IPOPT, SNOPT, KNITRO, and LGO). Задачи передаются решателям в виде nl-файлов. AMPL используется более чем 200 корпоративными клиентами, а также государственными учреждениями и академическими учреждениями.
Одним из преимуществ AMPL является сходство его синтаксиса с математической записью задач оптимизации. Это позволяет дать очень краткое и легко читаемое определение задачи в области оптимизации. Многие современные решатели, доступные на NEOS Server (ранее размещенном в Аргонской национальной лаборатории (Argonne National Laboratory), в настоящее время размещенном в Университете Висконсина, Мэдисон University of Wisconsin, Madison[3]), принимают входные данные AMPL. Согласно статистике NEOS, AMPL является наиболее популярным форматом для представления задач математического программирования.

## Функции
AMPL сочетает в себе декларативный и императивный стили программирования. Формулировка моделей оптимизации происходит с помощью элементов декларативного языка: наборов, скалярных и многомерных параметров, переменных решения, целевых функций и ограничений, которые позволяют кратко описать большинство задач в области математической оптимизации.
Доступные в AMPL процедуры и операторы позволяют:
- совершать обмен данными с внешними источниками данных, такими как электронные таблицы, базы данных, XML, CSV и текстовые файлы;
-	Выполнять предварительную и последующую обработку данных моделей оптимизации;
-	Развёртывать гибридные алгоритмы для решения типов задач, для которых нет прямых эффективных решателей;
-	Разделять модель и данные, что значительно упрощает повторное использование моделей и решений и упрощает построение крупномасштабных задач оптимизации;
AMPL поддерживает широкий спектр типов задач, в том числе:
- Линейное программирование
- Квадратичное программирование
- Нелинейное программирование
- Смешанное целочисленное программирование
- Смешанно-целочисленное квадратичное программирование с выпуклыми квадратичными ограничениями или без них
- Смешанно-целочисленное нелинейное программирование
- Программирование конуса второго порядка
- Глобальная оптимизация
- Задачи полуопределенного программирования с билинейными матричными неравенствами
- Задачи теории дополнительности (MPEC) в дискретных или непрерывных переменных
- Программирование с ограничениями [1]

- Пользователь может прервать процесс решения в любое время
- Ошибки решателя не влияют на интерпретатор
- 32-битную версию AMPL можно использовать с 64-битным решателем и наоборот.

Взаимодействие с решателем осуществляется через четко определенный интерфейс nl .

## Доступность
|  |  |

AMPL доступен для многих популярных 32- и 64-разрядных операционных систем, включая Linux, macOS, Solaris, AIX и Windows . Переводчик является проприетарным программным обеспечением, поддерживаемым AMPL Optimization LLC. Однако существует несколько онлайн-сервисов, предоставляющих бесплатные средства моделирования и решения с использованием AMPL. Также доступны бесплатная студенческая версия с ограниченной функциональностью и бесплатная полнофункциональная версия для академических курсов.
AMPL можно использовать из Microsoft Excel через надстройку SolverStudio Excel.
Библиотека AMPL Solver (ASL), которая позволяет читать nl-файлы и обеспечивает автоматическую дифференциацию, имеет открытый исходный код. Он используется во многих решателях для реализации соединения AMPL.

## История
В этой таблице представлены важные этапы в истории AMPL.
| Период  | Основные события |
| ------- | --- |
| 1985 г. | AMPL был разработан и реализован |
| 1990 г. | Статья с описанием языка моделирования AMPL была опубликована в журнале Management Science . |
| 1991 г. | AMPL поддерживает нелинейное программирование и автоматическое дифференцирование |
| 1993 г. | Роберт Фурер, Дэвид Гей и Брайан Керниган были награждены премией ORSA/CSTS Американским обществом исследования операций за работы по проектированию систем математического программирования и языка моделирования AMPL.         |
| 1995 г. | Расширения для представления кусочно-линейных и сетевых структур |
| 1995 г. | Скриптовые конструкции |
| 1997 г. | Расширенная поддержка нелинейных решателей |
| 1998 г. | AMPL поддерживает проблемы теории дополнительности |
| 2000 г. | Доступ к реляционной базе данных и электронным таблицам |
| 2002 г. | Поддержка программирования ограничений |
| 2003 г. | Компания AMPL Optimization LLC была основана изобретателями AMPL Робертом Фурером, Дэвидом Гэем и Брайаном Керниганом. Новая компания взяла на себя разработку и поддержку языка моделирования AMPL от Lucent Technologies, Inc. |
| 2005 г. | Открыта группа Google по языку моделирования AMPL |
| 2008 г. | Kestrel: представлен интерфейс AMPL для сервера NEOS |
| 2011 г. | AMPL для курсов |
| 2012 г. | Роберт Фурер, Дэвид Гей и Брайан Керниган были удостоены премии INFORMS Impact Prize 2012 как создатели одного из самых важных языков алгебраического моделирования.                                                             |
| 2012 г. | AMPL-книга становится бесплатным онлайн |
| 2012 г. | AMPL «Логика» и расширения программирования с ограничениями |
| 2013 г. | Становится доступна новая кроссплатформенная интегрированная среда разработки (IDE) для AMPL |
| 2015 г. | AMPL API для MATLAB |
| 2016 г. | AMPL-API для C++ |
| 2017 г. | AMPL-API для Python |
| 2018 г. | AMPL-API для R |
| 2020 г. | Новый интерфейс электронных таблиц AMPL Direct |
| 2022 г. | Развертывание оптимизации в облачных средах и контейнерах |

## Образец модели
Транспортная задача от Джорджа Данцига используется для предоставления примера модели AMPL. Эта задача находит наименее затратный график отгрузки, который удовлетворяет требованиям на рынках и поставкам на заводах.
```
 
set
 
Plants
;

 
set
 
Markets
;

 
# Capacity of plant p in cases

 
param
 
Capacity
{
p
 
in
 
Plants
};

 
# Demand at market m in cases

 
param
 
Demand
{
m
 
in
 
Markets
};

 
# Distance in thousands of miles

 
param
 
Distance
{
Plants
,
 
Markets
};

 
# Freight in dollars per case per thousand miles

 
param
 
Freight
;

 
# Transport cost in thousands of dollars per case

 
param
 
TransportCost
{
p
 
in
 
Plants
,
 
m
 
in
 
Markets
}
 
:
=

   
Freight
 
*
 
Distance
[
p
,
 
m
]
 
/
 
1000
;

 
# Shipment quantities in cases

 
var
 
shipment
{
Plants
,
 
Markets
}
 
>=
 
0
;

 
# Total transportation costs in thousands of dollars

 
minimize
 
cost
:

   
sum
{
p
 
in
 
Plants
,
 
m
 
in
 
Markets
}
 
TransportCost
[
p
,
 
m
]
 
*
 
shipment
[
p
,
 
m
];

 
# Observe supply limit at plant p

 
s.t.
 
supply
{
p
 
in
 
Plants
}:
 
sum
{
m
 
in
 
Markets
}
 
shipment
[
p
,
 
m
]
 
<=
 
Capacity
[
p
];

 
# Satisfy demand at market m

 
s.t.
 
demand
{
m
 
in
 
Markets
}:
 
sum
{
p
 
in
 
Plants
}
 
shipment
[
p
,
 
m
]
 
>=
 
Demand
[
m
];

 
data
;

 
set
 
Plants
 
:
=
 
seattle
 
san
-
diego
;

 
set
 
Markets
 
:
=
 
new
-
york
 
chicago
 
topeka
;

 
param
 
Capacity
 
:
=

   
seattle
  
350

   
san
-
diego
 
600
;

 
param
 
Demand
 
:
=

   
new
-
york
 
325

   
chicago
 
300

   
topeka
  
275
;

 
param
 
Distance
 
:
 
new
-
york
 
chicago
 
topeka
 
:
=

   
seattle
    
2.5
   
1.7
   
1.8

   
san
-
diego
   
2.5
   
1.8
   
1.4
;

 
param
 
Freight
 
:
=
 
90
;

```

## Решатели
Вот неполный список решателей, поддерживаемых AMPL:
| Решатель           | Поддерживаемые типы проблем |
| ------------------ | --- |
| APOPT              | смешанное целочисленное нелинейное программирование |
| Artelys Knitro     | линейное, квадратичное и нелинейное программирование |
| Bonmin             | смешанное целочисленное нелинейное программирование |
| BPMPD              | линейное и квадратичное программирование |
| COIN-OR CBC        | смешанное целочисленное программирование |
| COIN-OR CLP        | линейное программирование |
| CONOPT             | нелинейное программирование |
| Couenne            | смешанное целочисленное нелинейное программирование (MINLP) |
| CPLEX              | линейное, квадратичное, конусное второго порядка и смешанное целочисленное программирование                                                                                 |
| CPLEX CP Optimizer | программирование ограничений |
| FILTER             | нелинейное программирование |
| FortMP             | линейное, квадратичное и смешанное целочисленное программирование |
| Gecode             | программирование ограничений |
| IPOPT              | нелинейное программирование |
| JaCoP              | программирование ограничений |
| LGO                | глобальная и локальная нелинейная оптимизация |
| lp_solve           | линейное и смешанное целочисленное программирование |
| MINOS              | линейное и нелинейное программирование |
| MINTO              | смешанное целочисленное программирование |
| MOSEK              | линейное, смешанное целочисленное линейное, квадратичное, смешанное целочисленное квадратичное, квадратично ограниченное, коническое и выпуклое нелинейное программирование |
| Octeract Engine    | Все типы задач оптимизации без дифференциальных или интегральных членов, включая разрывные задачи с min и max элементарными функциями.                                      |
| SCIP               | смешанное целочисленное программирование |
| SNOPT              | нелинейное программирование |
| Sulum              | линейное и смешанное целочисленное программирование |
| WORHP              | нелинейное программирование |
| XA                 | линейное и смешанное целочисленное программирование |
| Xpress             | линейная и выпуклая квадратичная оптимизация и их смешанные целочисленные аналоги                                                                                           |

## Карта экосистемы
Нажмите на карту, чтобы открыть ее интерактивную версию

## Смотрите также
- sol (format)
- GNU MathProg (ранее известный как GMPL) — это подмножество AMPL, поддерживаемое комплектом линейного программирования GNU [23] .

## Внешние ссылки
- ampl.com — официальный сайт AMPL
- проф. Домашняя страница Фуре в Северо-Западном университете

Шаблон:Mathematical optimization software